# Tuning up
Tuning up è una composizione musicale di Edgard Varèse per grande orchestra del 1946.

## Origine
Nel 1947 il film Carnegie Hall, prodotto da Boris Morros, presentava molti musicisti, come Leopold Stokowsky, Bruno Walter e Fritz Reiner. Varèse conosceva già da molto Morros tramite Walter Anderson, avvocato ed editore di The Commonweal, che aveva pubblicato l'importante saggio di Varèse Organized Sound for the Sound Film, nel 1940. Morros fallì il tentativo nel 1930 di garantire l'uso, per i propri esperimenti acustici, dello studio di Hollywood a Varèse. 
Mentre Carnegie Hall era in produzione, nel 1946, Morros persuase Varèse, attraverso Anderson, a comporre un paio di minuti di musica parodiando l'accordatura dell'orchestra prima del concerto. Sarebbe stata eseguita da Stokowsky con la New York Philharmonic Orchestra. Varèse prese la richiesta sul serio, mentre Morros in seguito abbandonò l'idea del film.
Fino al 1998 l'opera rimase inedita. L'edizione fu commissionata a Chou Wen-chung dall'Orchestra reale del Concertgebouw di Amsterdam, Casa Ricordi e la Decca Records, Ltd.

## Caratteristiche
Nell'edizione completa, a gruppi strumentali sono assegnati a passaggi di tuning (accordatura) per un totale di circa 50 misure, quasi metà della partitura.
Tuning up è un'interrelazione di flash, di sonorità orchestrali, un arcobaleno timbrico di percussioni, traiettorie spaziali di sirene ed il suono ondulatorio del tuning (accordare). Varèse si divertì chiaramente con la nota La stuzzicandola e flirtandoci, giustapponendola o costruendoci sopra, e spesso tornando al suo schema preferito di intercettare un ciclo di intervalli, spesso la quinta. Tuning Up è una perfetta ouverture alla musica di Varèse e allo stesso modo un'apertura affascinante per ogni concerto sinfonico.
La partitura contiene molte citazioni dello stesso Varèse (che spaziano da una singola figura percussiva fino a poche misure) prese da Amériques, da Arcana, Ionisation e Integrales. Spesso sono modificate o giustapposte con/a nuovo materiale.